# Fabbrica Ligure Automobili Genova
Die Fabbrica Ligure Automobili Genova (FLAG) wurde 1905 von wohlhabenden Investoren in La Spezia (Ligurien) gegründet und war ausgerichtet auf die Produktion großer, italienischer Luxusfahrzeuge.
Mit dem unmittelbar nach der Gründung erfolgten Umzug an den Standort Genua wurden dann die ersten Automobile produziert. Verwendet wurden nur qualitativ hochwertige Materialien. Der verwendete Stahl wurde von Krupp aus Deutschland importiert. Zum Antrieb der Fahrzeuge dienten anfangs Vierzylindermotoren mit 16, dann Sechszylindermotoren mit 40 und 70 PS. Ebenso wurde ein sechszylindriger Sportmotor entwickelt. 1906 gewann der Marchese Giovanni Battista Raggio mit einem damit motorisierten „FLAG 6S/40“ den Circuito Bresciano. Aufgrund des fehlenden technischen Know-hows in der Belegschaft beschloss man Ende 1907 die Schließung des Werkes und fusionierte 1909 mit der Turiner Automobilherstellerfirma Società Piemontese Automobili (SPA), die daraufhin den Namen Società Ligure Piemontese Automobili erhielt.